# Latebraria
Latebraria là một chi bướm đêm thuộc họ Erebidae có ở phía nam Bắc Mỹ và Trung Mỹ.

## Loài
- Latebraria amphipyroides Guénée, 1852
- Latebraria errans Walker, 1858
- Latebraria janthinula Guénée, 1852